# Родригес де Франсия, Хосе Гаспар
Доктор Хосе Гаспар Родригес де Франсия и Веласко (исп. Dr. José Gaspar Rodríguez de Francia y Velazco), 6 января 1766, Ягуарон, Парагвай — 20 сентября 1840, Асунсьон, Парагвай) — парагвайский политик и государственный деятель, многолетний диктатор страны. Известен также как Доктор Франсия, Караи-Гуасу (гуар. Великий правитель), Вождь. Считается «отцом парагвайской нации». В 1814 году стал консулом, затем диктатором Парагвая, правил страной больше 25 лет. Франсия сыграл значительную роль в достижении Парагваем независимости. 
Проводил политику изоляционизма и автаркии; в его правление значительно обострились отношения Парагвая с соседними странами, была ограничена деятельность иностранцев в стране. 
Провёл секуляризацию церковных земель, закрыл все монастыри в Парагвае. 
Умер в 1840 году от простуды. 
Деятельность Франсии вызывает неоднозначные оценки среди историков.

## Происхождение
Будущий Верховный диктатор Парагвая родился 6 января 1766 года. Отец де Франсии Гарсия был приехавшим в Парагвай в 1750 году офицером-артиллеристом португальской армии, эмигрантом из Сан-Паулу. Он имел фамилию Родригес Франсия, которую впоследствии сам диктатор переделал в дворянскую Родригес де Франсия-и-Веласко. Мать будущего политика Хосефа Веласко-и-Йегрос принадлежала к влиятельной семье из парагвайской столицы Асунсьон, она состояла в родстве с будущим соперником Франсии Фульхенсио Йегросом. По дошедшим сведениям, он ненавидел своих родителей, хотя причины этого остались неизвестны.

## Молодость
Следуя указаниям отца, Франсия-младший закончил францисканскую семинарию и поступил в конце 1780 года в Кордовский университет, чтобы изучать теологию, где увлёкся идеями Руссо и Просвещения. На момент поступления ему было всего 15 лет, отсюда возникли версии о том, что настоящим годом рождения Франсии является 1764, 1758 или даже 1756.
13 апреля 1785 года Франсия получил степень доктора гражданского и канонического права. Дальнейшая его карьера была предопределена — он должен был стать священником или юристом. Получив степень доктора теологии, Франсия стал преподавателем теологии и латыни в асунсьонской семинарии Сан-Карлос. Теология плохо вязалась с антицерковными взглядами преподавателя. Вскоре из-за своего неприязненного отношения к религии перешёл в адвокатскую практику, а 1 января 1808 года был избран в мэрию Асунсьона, через год став прокурором, а ещё через год довольно быстро выдвинувшись в алькальды.

## Приход к власти
В мае 1811 года Франсия стал секретарём Верховной хунты, взявшей в свои руки власть после свержения колониального управления. Кроме него в состав хунты вошли Йегрос, Итурбе, Севальос и Кабальеро. В Верховной хунте Парагвая были представлены две фракции: одна выступала за вхождение в состав федерации провинций Ла-Платы, другая (в неё входил Франсия) выступала за превращение фактической независимости в юридическую. Говорят, что Франсия в ответ на вопрос о возможных аргументах, которые заставят другие страны признать независимость Парагвая, положил на стол два пистолета со словами: 

Вот мой аргумент против Испании, а вот против Буэнос-Айреса.— 
Но сначала на первое место вышли сторонники объединения с Аргентиной. Им удалось 11 октября 1811 заключить соглашение о конфедерации с Буэнос-Айресом. Пока аргентинцы позволяли свободно вывозить йерба-мате и табак по рекам и дела парагвайской буржуазии шли успешно, её представители в хунте имели преобладающее влияние. Франсия тем временем держался в тени, дважды выходил в отставку, хотя и вёл большую работу по завоеванию поддержки низов. Однако уже в 1812 году Аргентина ввела ограничения на судоходство и обложила парагвайский экспорт таможенными пошлинами и налогами. С этого момента буржуазия начала нести убытки, постепенно утрачивая экономическую и политическую инициативу. Франсия ушел в отставку, но не перестал участвовать в политике. Он превратил свой небольшой домик в Ибараи под Асунсьоном в центр пропаганды своих взглядов, принимая своих сторонников, и постепенно переломил ситуацию в свою пользу.
В ноябре 1812 года, узнав о посылке из Буэнос-Айреса аргентинского ставленника на пост министра, Верховная хунта обратилась к Франсии с просьбой принять на себя обязанности министра иностранных дел. Возвращение отставного политика на этот раз было обставлено рядом важных условий. Франсия добился передачи под свой контроль половины небольшой парагвайской армии. Прибывший в мае 1813 года аргентинский посол Эррера уже не мог повлиять на ход событий. Два члена хунты, сочувствовавшие Аргентине, были арестованы.
Франсия способствовал созыву 30 сентября 1813 года Конгресса, избранного на основе всеобщего избирательного права (для мужчин). 1100 делегатов со всего Парагвая провозгласили независимость страны. 12 октября 1813 года вместо Верховной хунты были учреждены на римский манер должности двух консулов (исп. Cónsul de la Republica del Paraguay) (в звании бригадира), которыми стали Йегрос и Франсия. Они должны были меняться каждые 4 месяца.
12 июня 1814 года Франсия, после четырёхмесячного правления Йегроса как консула, вторично стал правящим консулом Парагвая. 3 октября 1814 года он добился от вновь созванного Конгресса поста временного диктатора (исп. Dictador Temporal de la Republica del Paraguay) на пять лет, а 1 июня 1816 года Франсия стал Постоянным диктатором Республики (исп. Dictador Perpetuo de la Republica del Paraguay), через четыре года переименовав свой пост в Верховного диктатора (исп. El Supremo Dictador), что стало его прозвищем. За наделение Франсии всей полнотой исполнительной, законодательной и судебной власти проголосовало две трети депутатов, из которых 7/8 представляли сельские районы. Получив в свои руки неограниченную пожизненную власть, Франсия больше не созывал Конгресс и, вскоре сосредоточив в своих руках и местное управление, единолично правил Парагваем до самой своей смерти.

## Правление
В 1820 году было объявлено о раскрытии заговора, руководителями которого были названы бывшие члены Верховной хунты Йегрос, Итурбе и Кабальеро. Следствие проводила созданная Франсией «Палата правды» (исп. Camara de la Verdad), больше похожая на инквизицию. О признаниях подсудимых ничего не говорится, но смертные приговоры были вынесены. 17 июля 1821 года 16 руководителей восстания были расстреляны, остальные — сосланы в отдалённые районы страны. Всего же с 17 по 25 июля было казнено 68 человек. Из числа арестованных в этот период большинство не вышло на свободу до 1840 года.
В том же году была проведена ещё одна акция: всем креолам и испанцам (выходцам из Испании, исп. Peninsulares)), всего около 300 чел., было приказано собраться на площади столицы, где Франсия обвинил их в измене и объявил, что отныне они теперь все они считаются врагами народа и приговариваются к большим тюремным срокам, а их имущество конфискуется. Спастись от тюрьмы можно было только при помощи откупа — выплаты 134 или 150 тысяч песо (громадной суммы по тем временам). Не у всех была возможность собрать непомерную сумму, поэтому многие провели десятки лет в казематах Франсии.
Также, индейцы и метисы под властью Франсии массово арестовывали и казнили креолов и испанцев — Франсия устроил настоящий террор, который получил название Terror panico. 
В результате этой акции влияние испанцев в Парагвае было подорвано окончательно.
Во время своего правления Франсия значительно сократил привилегии церкви: ещё в 1816 он запретил церкви собирать налоги, в 1820 лишил её деятелей иммунитета, а в 1824 году ликвидировал все монастыри. Были запрещены все религиозные ордена, отменена десятина, которая была обращена в доход государства, конфискованы монастырские владения и церковная собственность вообще. Иерархи католической церкви в Парагвае были подчинены государству. Возмущённый Папа римский отлучил Франсию от церкви, но его действия не произвели на диктатора никакого впечатления.
В результате кампании конфискаций в распоряжении государства оказалось до 98 % всех земель. Часть этого земельного фонда была передана крестьянам в аренду на льготных (1,5 песо в год) условиях при возделывании определенных культур (хлопок, пшеница и пр.). 
Около 64 имений были преобразованы в государственные хозяйства (исп. Estancias de la Patria), которые занимались в основном производством мяса и кож. 
В обрабатывающей промышленности создавались казённые мануфактуры. Кроме того, непосредственная хозяйственная деятельность государства проявилась в крупномасштабных общественных работах по строительству и обустройству городов, мостов, железной и шоссейных дорог, каналов и т. п. На государственных предприятиях и общественных работах трудились не столько наёмные рабочие, сколько негры-рабы и особенно заключённые. 
Мелкий крестьянский и ремесленный секторы также находились под жёстким контролем государства, которое устанавливало, сколько, что и почём производить, а качество в изготовлении изделий стимулировало в том числе и репрессивными мерами. По своему размаху огосударствления парагвайская земельная реформа напоминала реформу в Советской России по Декрету о земле в 1917 году..
В декабре 1824 года были упразднены мэрии (исп. Cabildo). С этого момента управление всеми городами Парагвая было сосредоточено в руках Верховного диктатора.
В вопросе о рабовладении парагвайский лидер занял довольно необычную позицию, допустив рабство для детей, которые получали свободу по достижении совершеннолетия.
Франсия стремился построить в Парагвае общество равенства на принципах «Общественного договора» Руссо, стремясь использовать методы своих кумиров — Робеспьера и Наполеона. Он создал в Парагвае абсолютно закрытое общество, запретив ввоз в страну любой иностранной продукции, в том числе печатной, закрыв границы страны для въезда и выезда. Одновременно с отменой импорта поощрялось национальное производство товаров и их покупка населением. В результате в Парагвае удалось создать экономически довольно успешную систему внутренней торговли.
В правление Франсии были запрещены высшее образование, газеты, почтовые отправления. В то же время поощрялось развитие системы школ: в 1828 г. было введено всеобщее среднее государственное образование для мужчин, на одного учителя приходилось всего 36 учеников.
Лишь в 1836 г. была открыта первая в стране библиотека, содержавшая исключительно книги, изданные в Парагвае, а 1845 году американец Гопкинс сообщил правительству США, что в Парагвае «нет ни одного ребёнка, не умеющего читать и писать». В то же время частные школы находились под запретом, а в 1822 году была закрыта единственная в стране семинария, официально — из-за болезни епископа, преподававшего в ней.
В национальной политике Франсия стремился к созданию этнически однородного населения. Он запретил испаноязычному населению заключать браки в своей среде, поощряя смешанные браки с гуарани. Франсия лично заключал все браки в стране, производя за ними жёсткий контроль и обложив их высокой пошлиной. Сам Франсия, не будучи женат, имел дочь.
Въезд иностранцев на территорию Парагвая находился под жёстким контролем. Любой приезжий тщательно допрашивался и в случае малейших подозрений отправлялся в тюрьму. Въехать в Парагвай было легче, чем выехать. 
Самым известным примером задержания иностранца стал захват знаменитого ботаника Эме Бонплана. Учёный занимался выращиванием на границе Парагвая чая «йерба-мате», главного продукта парагвайского экспорта. 7 декабря 1821 года 400 солдат парагвайской армии проникли на территорию Аргентины, сожгли чайную плантацию и захватили Бонплана. Знаменитый ученый пробыл в парагвайском плену почти 9 лет (но в Асунсьон ему предоставили полную свободу деятельности: он бродил по джунглям, собирал образцы растений, наладил производство рома). Для освобождения Бонплана его друг, географ Александр Гумбольдт развернул целую кампанию, к которой подключился Симон Боливар, Франсия оставил все мольбы без ответа, а затем без всяких объяснений дал Бонплану покинуть страну. 
Громкую известность приобрел также случай высылки из Парагвая шотландцев братьев Робертсонов. 

Для передвижения по территории страны требовались специальные пропуска.
Вопрос о расходах на содержание диктатора Франсия решил привычным радикальным образом. Он сначала урезал назначенное ему конгрессом жалованье, а затем просто отказался от него (он был достаточно богат ещё до прихода к власти).

## Внешняя политика

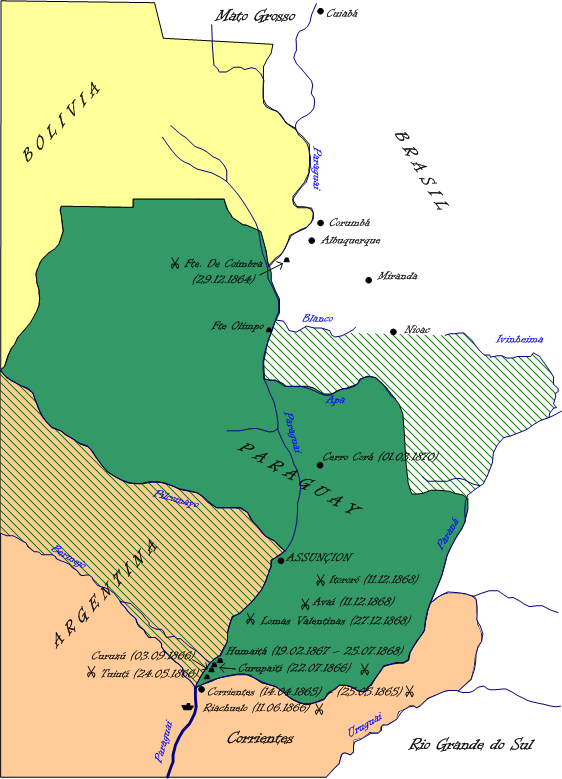
Карта Парагвая в первой половине XIX века. Штриховкой обозначены территории, потерянные после смерти Франсии в результате Парагвайской войны

Чтобы защититься от внешних угроз, диктатор решил проводить политику изоляционизма (исп. Aislamiento). Изоляция Парагвая оказалась во многом вынужденной. Со страной граничили всего три государства, два из которых (Верхнее Перу, ныне Боливия, и Соединённые провинции Ла Плата, ныне Аргентина) были охвачены гражданской войной, третье же — Бразилия — намного превосходила Парагвай по площади. В начале правления Франсии численность парагвайской армии составляло всего несколько сот человек, но парагвайский диктатор готовился к отражению иностранного нашествия, и численность регулярных войск была доведена до 1800 человек.
Все внешнеполитические акции правительств Парагвая во многом сводились к обеспечению свободы судоходства по реке Парана, которая открывала выход на мировые рынки. Отношение властей Буэнос-Айреса к транзиту парагвайских товаров то и дело менялось.
Более благоприятной для Парагвая была позиция политиков Восточного берега (ныне Уругвай). В сочетании с позицией властей аргентинской провинции Корриентес они позволяли парагвайцам добираться до Монтевидео. Надежды эти рухнули, когда Восточный берег был захвачен португальскими войсками. Остатки сторонников независимости Восточного берега во главе с «отцом» независимости Уругвая Артигасом бежали в Парагвай, где получили убежище и даже земельные наделы.
На действия иностранцев в бассейне реки Парана Франсия отреагировал болезненно. В декабре 1819 года была свёрнута торговля и почтовое сообщение с португальцами. Когда Бразилия отделилась от Португалии, Франсия одним из первых в 1822 году признал независимость Бразильской империи. Но признательность нового императора диктатор не заслужил. Бразильский «коридор» для парагвайской торговли остался нереализованной возможностью, отношения с Бразилией остались прохладными.
В 1824 года войска Великой Колумбии во главе с Сукре освободили Горное Перу (Боливию) и приблизились к границам Парагвая. Возглавлявший объединённое государство Боливар всерьёз рассматривал возможность свержения диктатуры Франсии, чтобы включить Парагвай в единую латиноамериканскую федерацию. Через несколько лет идея континентальной интеграции была похоронена самими гражданами Великой Колумбии, но отношения с Парагваем были безнадёжно испорчены.
Основной проблемой для Франсии оставались отношения с Аргентиной, расколовшейся на полусамостоятельные провинции. С некоторыми из местных аргентинских лидеров Франсия поддерживал отношения, но с оглядкой на возможную угрозу.

## Кончина
В 1840 году после прогулки вдоль реки Франсия простудился и умер. Смерть диктатора наступила в 13:30 20 сентября 1840 года. После него страну возглавила хунта, а затем его племянник Карлос Антонио Лопес.

## Память
Франсии посвящён роман парагвайского писателя Аугусто Роа Бастоса «Я, Верховный» (исп. Yo, el Supremo). Крайне критично описал и оценил проводимую политику Франсии Майн Рид в своем романе "Гаспар-Гаучо". В Ягуароне, где жил Франсия, открыт его музей.

## Оценки деятельности Франсии
Деятельность Франсии вызывает крайне неоднозначные оценки. С одной стороны, в его правление не существовало разделения властей — вся государственная власть находилась в руках диктатора, проводились репрессии против лиц, недовольных политикой Франсии, из-за проводимой политики изоляционизма были ограничены связи Парагвая с зарубежными странами. С другой стороны, в правление Франсии Парагвай достиг больших успехов в экономическом развитии: в частности, была проведена земельная реформа, в результате которой множество крестьян получили наделы. Также вызывает противоречивые оценки отношение Франсии к коренному населению Парагвая — индейцам гуарани. Ниже приведены цитаты из работ нескольких отечественных и зарубежных исследователей, в которых даются различные оценки деятельности парагвайского диктатора.
Из статьи Сергея Семёнова «Злоключения одной химеры»:

Диктатор жестоко истреблял независимые индейские племена, жившие на территории Парагвая и являвшиеся его аборигенами. Он приказал казнить всех «непокорных» индейцев, а их головы надеть на пики и выставить вдоль дорог для устрашения. Так, только в 1816 году он приказал казнить более 5 тысяч индейцев лишь одного племени и впоследствии не раз повторял подобные операции. Число рабов-негров при нём составляло не менее 100 тыс. человек. Ни один индеец, негр или мулат не занимал ни при нём, ни при его преемниках сколь-нибудь крупной административной или военной должности. — 
Из статьи У. Г. Девиса «Война Тройственного альянса с Парагваем»:

Индейцы гуарани, занимавшие до Франсии весьма скромное положение, стали фактически государственной элитой. В Парагвае существовало чёрное рабство, но только для детей.— 
Из публикации Юрия Нерсесова «Геноцид во имя демократии»:

«мировое сообщество» заклеймило Франсиа как кровавого тирана, хотя на самом деле за годы его правления преследованиям властей подверглось всего около 1000 человек, из них 68 было расстреляно, а остальные отделались тюрьмой или высылкой.— 
Из «Истории Латинской Америки» Н. Н. Марчука:

Расхождение между постулатами общей теории буржуазных революций и реальной практикой в Парагвае обусловило серьёзные разногласия между учёными и в оценке парагвайской революции. Ведь в уже рассмотренных деяниях революции явно проступают бескомпромиссная революционность, а также искренний и глубокий демократизм. Потому многие историки характеризовали режим Франсии именно как революционно-демократическую диктатуру.— 
Из статьи Вадима Скуратовского «СССР в Парагвае — XIX»:

Отодвинув в сторону розовые утопии вдохновивших его мыслителей, доктор Франсиа занялся самым конкретным обустройством своей власти. Парагвай был превращён в образцовое полицейское государство. В котором решительно всё принадлежало «народу». То есть государству, то есть его «верховному правителю». Народ же оставался абсолютно закрепощённым в «коллективных хозяйствах».— 
Из статьи А. Заостровцева «Маленькая страна больших диктаторов»:

Франсия разрушил власть олигархии. Раскинув сеть доносительства, он раскрыл заговор, обвинил в нём 200 наиболее известных представителей элиты и казнил их. Ежегодно он отправлял по 400 своих политических противников в лагеря, где они пребывали лишёнными каких-либо человеческих условий существования. Люди арестовывались без обвинения и исчезали без суда.— 